# Carina Heights
Die Carina Heights sind ausdehnende Anhöhen im Palmerland auf der Antarktischen Halbinsel. Sie ragen nahe dem Kopfende des Ryder-Gletschers am Westrand des Dyer-Plateaus auf und werden im Nordwesten durch Klippen sowie im Nordwesten durch einen Gletscherbruch begrenzt.
Das UK Antarctic Place-Names Committee benannte die Gruppe am 21. Juli 1976 nach dem Sternbild Carina.